# Lachīn Darrehsī
Lachīn Darrehsī (persiska: لاچين دَرَّهسی, لچين دره سی, Lāchīn Darrahsī) är en ort i Iran.   Den ligger i provinsen Ardabil, i den nordvästra delen av landet, 500 km nordväst om huvudstaden Teheran. Lachīn Darrehsī ligger 1 196 meter över havet och antalet invånare är 144.
Terrängen runt Lachīn Darrehsī är kuperad, och sluttar norrut. Runt Lachīn Darrehsī är det ganska tätbefolkat, med 56 invånare per kvadratkilometer. Närmaste större samhälle är Kandeh, 7,1 km sydväst om Lachīn Darrehsī. Trakten runt Lachīn Darrehsī består i huvudsak av gräsmarker.